# Gioia spatulata
Gioia spatulata es una especie de insecto coleóptero de la familia Chrysomelidae. Fue descrita científicamente en 2005 por Savini & Furth.